# Недадените
„Недадените“ е български 12-сериен телевизионен игрален филм на режисьорите Вито Бонев и Иван Митов по сценарий на Емил Бонев. Оператори са Димитър Неделчев и Мартин Балкански. Художник е Борислав Михайловски, а композитор – Стефан Вълдобрев.
Филмът е продукция на БНТ и продуцентска къща „Артишок“. Продуцент е Мирослав Боршош.
Започва да се излъчва на 21 март 2013 г., от 20:45 ч., по БНТ 1. Филмът разказва историята за спасяването на 48 000 български евреи през Втората световна война.
Сериалът отбелязва екранния дебют на актрисата Радина Боршош, която играе малка роля в осми епизод.

## Актьорски състав

### В ролите
- Лидия Инджова – Лиляна Паница
- Димитър Баненкин – Александър Белев
- Пенко Господинов – цар Борис III
- Камен Донев – равин Нисим, съпруг на Берта и баща на Лиза
- Мариус Куркински – Арон Бехар
- Стоян Радев – Леон, съпруг на Хана, баща на Сара и Емма
- Виктория Колева – Хана, съпруга на Леон, майка на Сара и Емма
- Гергана Плетньова – Сара, дъщеря на Леон и Хана, сестра на Емма
- Димитър Живков – Жак Ешкенази
- Явор Бахаров – Любен Загорски
- Ирини Жамбонас – Берта, съпруга на равин Нисим и майка на Лиза
- Десислава Касабова – Лиза, дъщеря на Берта и равин Нисим
- Христо Пъдев – Мордо, любовник на Лиза
- Кирил Бояджиев – Димитър Пешев
- Стефан Додуров – Илия Добревски
- Марин Янев – Богдан Филов
- Роберт Янакиев – Петър Габровски
- Владимир Пенев – митрополит Кирил
- Орлин Дяков – митрополит Стефан
- Вельо Горанов – Любомир Лулчев
- Явор Спасов – Йосиф Герон
- Минна Гугенхайм – Емма, дъщеря на Леон и Хана, сестра на Сара
- Стефан Вълдобрев – Буко Леви

### В епизодите
- Иван Самоковлиев – Петър Дънов (в серии: I, II, III, IV)
- Стефан Спасов – Фридрих (в серии: I)
- Стоян Миндов – Елин Пелин (в серии: I)
- Анастасия Панайотова – Регина (в серии: I)
- Александър Димов – бранник Стоян (в серии: I, II)/ратник Стоян (в серия: VIII, IX)
- Калин Яворов (Калин Алексиев) – бранник Михаил (в серии: I, II)/ратник Михаил (в серия: VIII, IX, X, XI, XII)
- Велизар Величков – Визо – бранник Калин (в серии: I, II)/ратник Калин (в серия: VIII, IX, X, XI, XII)
- Анастасия Лютова – царица Йоанна (в серии: I, III, IX, X, XI)
- Биляна Казакова – княгиня Евдокия (в серии: I, VIII, IX)
- Тодор Кайков – Яко Барух (в серии: I, II)
- Борис Георгиев – Свилен (в серии: I, II, III, V, VIII, IX)
- Елица Любенова – Анчето (в серии: I, III, IV, VIII)
- Сава Драгунчев – граф Маджистрати (в серии: I, III)
- Стоян Бончев – фон Рихтхофен (в серии: I)
- Велико Стоянов – митрополит Неофит (в серии: I)
- Николай Иванов – журналист 1 (в серии: I)
- Кирил Христов – журналист 2 (в серии: I)
- Иван Несторов (като Иван Нестеров) – генерал (в серии: I)
- Цветана Цветкова – генералша (в серии: I)
- Владимир Димитров – млад господин (в серии: I)
- Гергана Гълъбова – млада дама (в серии: I)
- Русалина Чапликова – стара дама (в серии: I)
- Тодор Генов – възрастен господин (в серии: I)
- Иван Киров – Стойнев (в серии: I)
- Георги Гърнев – собственик на кафене (в серии: I)
- Евгени Иванов – продавач (в серии: I)
- Мария Зъбова – звънарка (в серии: I)
- Бойко Деанов – г-н Янков (в серии: I)
- Тодор Николов – Сирак Скитник (в серии: I)
- Тодор Близнаков – Павел Груев (в серия: II, VIII, IX)
- Борислав Борисов – Дочо Христов (в серия: II, IV, X)
- Елена Кабасакалова – Визанка Леви (в серии: II, III)
- Огнян Симеонов – Севов (в серия: II, VII, IX, X)
- Рашко Младенов – Петко Стайнов (в серии: II, III, IV)
- Венцислав Петков – Иван Попов (в серия: II)
- Китодар Тодоров – полицейски инспектор от Варна (в серия: II)
- Николай Върбанов – полицай от Варна (в серия: II)
- Иво Малинов – момченце (в серия: II)
- Йоанна Василева – момиченце (в серия: II)
- Теодор Елмазов – Аркадий Соболев (в серия: II)
- Иво Тончев – шофьорът на Богдан Филов (в серия: II)/шофьор на царя (в серия: IV, VIII, IX)
- Ненчо Балабанов – пощальон (в серия: II, IV)
- София Бобчева – служителка (в серия: II)
- Светлана Бонин – рускиня 1 (в серия: II)
- Красимира Димитрова – рускиня 2 (в серия: II)
- Михаил Лазаров – Никола Мушанов (в серия: II)
- Илия Ласин-Бръчков – депутат (в серия: II)
- Иван Хаджиянев – собственик на магазин (в серия: II)
- Богдан Спиров – файтонджия (в серия: II)
- Любен Кънев – княз Кирил (в серии: III, VIII, IX, X, XI, XII)
- Николай Дончев – Бекерле (в серии: III, IV, V, VII, VIII, X, XI, XII)
- Мирослав Косев – Христо Калфов (в серии: III, IV, VI, VII, X)
- Петър Тосков – д-р Бенароя (в серии: III, X)
- Емил Калев – г-н Розенбаум (в серии: III)
- Марио Марков – адютант на Бекерле (в серии: III)
- Любомир Петкашев – секретар (в серии: III)
- Георги Керменски – инспектор (в серии: III)
- Сергей Васев – оператор в кино (в серии: III)
- Весислава Лефтерова – момиче 1 (в серии: III)
- Паола Ботева – момиче 2 (в серии: III)
- Алекс Георгиев – вестникарче (в серии: III)
- Зоран Талевски – запалянко 1 (в серии: III)
- Илия Юсев – запалянко 2 (в серии: III)
- Димитър Иванчев – глас на радиоводещ (в серии: III)
- Камен Иванов – Теодор Данекер (в серия: IV, V, VII, VIII)
- Красимир Коцупаров – Адолф Хофман (в серия: IV, V, X)
- Александър Хаджиангелов – Христо Бакърджиев (в серия: IV, X)
- Станислав Пищалов – Сарафов (в серия: IV)
- Лора Мутишева – Стефана (в серия: IV)
- Лъчезар Стефанов – бай Ставри (в серия: IV, VIII)
- Георги Стоянов – шофьорът на камиона (в серия: IV)
- Димитър Иванов – професор от СУ (в серия: IV)
- Стратимир Спасов – ръководител във физкултурен салон (в серия: IV)
- Красимира Кузманова – лекторка (в серия: IV)
- Инна Добрева – момиче (в серия: IV)
- Вая Пашева – дете 1 (в серия: IV)
- Славена Славова – дете 2 (в серия: IV)
- Стефан Бобадов – чиновник (в серия: IV)
- Венцислав Търнев – стражар (в серия: IV)
- Александър Жеков – войник (в серия: IV)
- Стефан Куршумов – служител в комисарството (в серия: IV)
- Марин Сотиров – служител в комисарството (в серия: IV)
- Андриан Захариев – служител в комисарството (в серия: IV)
- Валентин Борисов – служител в комисарството (в серия: IV)
- Стоян Бъчваров – служител в комисарството (в серия: IV)
- Асен Радков – служител в комисарството (в серия: IV)
- Тодор Танчев – полицаят Петър (в серия: V, VI, VII, VIII, X, XI)
- Петко Каменов – Димитър Икономов
- Симеон Бончев – Сюичмезов (в серия: VI)
- Светослав Добрев – Милтенов
- Свилен Стоянов – Михалев (в серия: VI)
- Николай Луканов – Куртев (в серия: VI)
- Вихър Стойчев – Момчилов (в серия: VI)
- Юлиян Балахуров – Паризер
- Анна Банкина – баба Луна
- Йордан Биков – клисаря
- Даниел Пеев – секретар на митрополит Стефан
- Цветан Даскалов – полицай Иванов (в серия: VI)/полицай Иван (в серия: VIII)
- Христо Терзиев – офицер (в серия: VI)
- Сава Пиперов – Александър Цанков (в серия: VI, X)
- Николай Чилов – Тодор Кожухаров (в серия: VI)
- Румен Григоров – Ал. Симов (в серия: VI)
- Мирослав Николов – магазинер (в серия: VI)
- Цветомира Даскалова – продавачка (в серия: VI)
- Димитър Атанасков – циганче (в серия: VI)
- Мирослав Симеонов – немски войник (в серия: VI)
- Николай Борисов – депутат (в серия: VI)
- Силвия Джоргова – млада жена (в серия: VI)
- Александра Божилова – дете (в серия: VI)
- Петър Калчев – Константин Партов (в серия: VII, IX, X)
- Валери Еличов – д-р Атанас Попов (в серия: VII)
- Николай Беров – Слав Василев (в серия: VII)
- Александър Пешков – Симеон Радев (в серия: VII)
- Венцислав Динов – депутат 1 (в серия: VII)
- Даню Пенкин – депутат 2 (в серия: VII)
- Христо Кънчев – кондуктор (в серия: VII)
- Асен Мутафчиев – партизанинът Георги (в серия: VIII, XI)
- Димитър Енчев – Изидор (в серия: VIII, IX, X, XI)
- Стоян Младенов – Рубен (в серия: VIII, IX, X, XI)
- Албена Ставрева – Леа (в серия: VIII, IX, X, XI)
- Матеа Боршош – Регина (в серия: VIII, IX, X, XI)
- Радина Боршош – съученичка на Лиза (в серия: VIII)
- Веселина Конакчийска – Клара (в серия: VIII, IX)
- Стефан Германов – директор (в серия: VIII)
- Даниел Пеев – млад дякон (в серия: VIII)
- Стефан Попов – Даниел Цион (в серия: VIII)
- Троян Гогов – Ашер Хананел (в серия: VIII)
- Кадри Ебели – Горан (в серия: VIII)
- Никола Мутафов – Халиско (в серия: VIII, IX, X)
- Симеон Викторов – Йовчо (в серия: VIII, IX)
- Константин Икономов – Перси (в серия: VIII, IX, X, XI)
- Огнян Дочев – кмет на Сомовит (в серия: VIII)
- Добрин Досев – домакинът Слави (в серия: VIII)
- Петър Горанов – лекар (в серия: VIII)
- Цветомир Ангелов – полицай (в серия: VIII)
- Анна Симова – момиче с букет (в серия: VIII)
- Росен Пенчев – Балан (в серия: IX)
- Анита Угринска – Мария-Луиза (в серия: IX, X)
- Алекс Благоев – Симеон (в серия: IX, X)
- Венцислав Кисьов – д-р Епингер (в серия: IX)
- Борис Луканов – д-р Даскалов (в серия: IX)
- Мариан Маринов – проф. Зайц (в серия: IX)
- Чавдар Монов – д-р де Кринес (в серия: IX)
- Янко Лозанов – д-р Георги Хаджиев (в серия: IX)
- Димитър Димитров – проф. Киркович (в серия: IX)
- Иво Горчев – полк. Бардаров (в серия: IX)
- Богдан Глишев – инспектор Димитър Генчев (в серия: IX)
- Теодора Попович – г-ца Стоянова (в серия: IX)
- Николай Додов – магазинер (в серия: IX)
- Ивайло Христов – Христо Стоманяков (в серия: X)
- Дарин Ангелов – Хаим Капон (в серия: X, XI, XII)
- Веселин Анчев – партизанинът Васил (в серия: X, XI)
- Белчо Христов – стар мъж (в серия: X)
- Кирил Кавадарков – старец (в серия: XI, XII)
- Благой Бойчев – Коста (в серия: XI, XII)
- Гроздан Даскалов – Сотир (в серия: XI, XII)
- Александър Александров – д-р Долапчиев (в серия: XI)
- Марио Илиев – бай Митко (в серия: XI)
- Богомила Николова – телефонистка (в серия: XI)
- Симеон Велков – сервитьор (в серия: XI)
- Никол Литова – дете (в серия: XI)
- Никол Сланева – дете (в серия: XI)
- Ноеми Карансилян – дете (в серия: XI)
- Вяра Табакова – жена 1 (в серия: XI)
- Галина Янис – жена 2 (в серия: XI)
- Красимир Господинов – готвач 1 (в серия: XI)
- Красимир Недев – готвач 2 (в серия: XI)
- Анна Петрова – стара жена (в серия: XI)
- Мария Стефанова – малко момиченце (в серия: XI)